# Phanoxyla javanica
Phanoxyla javanica är en fjärilsart som beskrevs av Walter Karl Johann Roepke 1941. Phanoxyla javanica ingår i släktet Phanoxyla och familjen svärmare. Inga underarter finns listade i Catalogue of Life.